# Crocidura horsfieldii
Crocidura horsfieldii — вид ссавців із родини Soricidae, поширений у Непалі, Шрі-Ланці, Індії. Це нічна тварина, яка живе в гірській вологій зоні, низинній вологій зоні та вологих луках.
Довжина голови і тулуба 6–7 см, хвоста 5–6 см. Його колір темно-коричневий зверху і темно-сірий знизу. Відрізняється від сункуса етруського більшим розміром і чорними лапками.